# Recessus sphenoethmoidalis

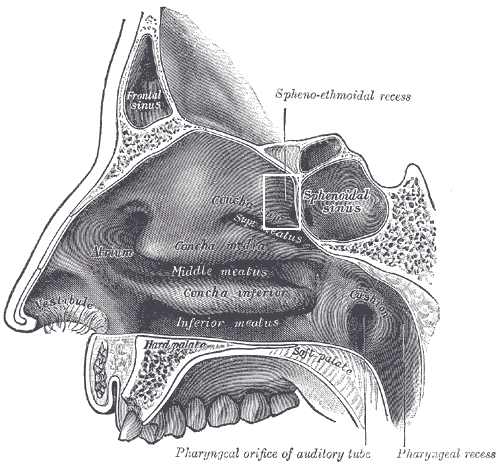
Az orrüreg (a fehér téglalap jelöli a bemélyedést)

A recessus sphenoethmoidalis egy szűk bemélyedés, ami a felső orrkagyló (concha nasalis superior) felett található. Ebbe nyílik a sinus sphenoidalis.
 A recessus sphenoethmoidalis a concha superiorhoz képest posterior és superior helyzetben van, és elválasztja a concha nasalis superiort az aspectus anterior sphenoidalistól.

## Anatómia

### Eltérések
Ha jelen van, a legfelső orrkagyló a recessus sphenoethmoidalis lateralis falán helyezkedik el, az alatta lévő meatus nasalis supremus nyílást hoz létre a sinus ethmoidalis posteriorban.